# The Ones Within
The Ones Within (ナカノヒトゲノム【実況中】 Naka no Hito Genome [Jikkyōchū]?, lit. "Naka no Hito Genome [En vivo]") es una serie japonesa de manga creada por Osora, serializada online desde 2014 por el sitio web pixiv Comic. Se ha hecho una recopilación en diez volúmenes tankōbon de la mano de Media Factory. Una serie televisiva de anime, adaptada por Silver Link salió al aire el 7 de julio de 2019 y finalizó el 22 de setiembre del mismo año.

## Sinopsis
Se han producido una serie de extrañas desapariciones en todo Japón y, a pesar de los esfuerzos de la policía, no se han encontrado pistas aparte del hecho de que todas las víctimas eran jóvenes. 
Akatsuki Iride, un adolescente amigable, es un popular usuario que sube videos de "Let's Play", una de sus últimas cargas consiste en un juego F2P llamado "The Ones Within - Genome". Aunque los rumores en línea afirman que el juego hace que cualquiera que lo complete desaparezca, Akatsuki no se da cuenta hasta que los rumores resultan ciertos: es convocado a un mundo completamente diferente y conoce a otros adolescentes como él.
Los ocho adolescentes son recibidos en lo que se conoce como la Avenida 13, encabezados por un extraño hombre con una máscara de alpaca que se hace llamar "Paca", y se les informa de su tarea: trabajar juntos en despejar etapas del juego y recuperar el "cromosoma", una señal de finalización similar a una tarjeta de acceso, para llegar posteriormente a 100 millones de espectadores en esta transmisión en vivo donde pueden ocurrir muertes y lesiones.
De ahora en adelante, comienzan sus pruebas para completar este juego, pero lo que les espera no son solo obstáculos peligrosos, ya que cada miembro tiene un pasado oculto y oscuros secretos propios.
Con un equilibrio entre thriller psicológico, acción y misterio, Nakanohito Genome [Jikkyouchuu] explora temas de identidad, el impacto de la fama en la juventud, y los efectos de la constante vigilancia. ¿Podrán los jugadores no solo sobrevivir, sino también descubrir la verdad detrás del juego y su conexión con las desapariciones en el mundo real?

## Personajes
Akatsuki Iride (入出 アカツキ Iride Akatsuki?)
 Seiyū: Daiki Yamashita
Karin Sarayashiki (更屋敷 カリン Sarayashiki Karin?)
 Seiyū: Akari Kitō
Kaikoku Onigasaki (鬼ヶ崎 カイコク Onigasaki Kaikoku?)
 Seiyū: Takuya Satō
Anya Kudō (駆堂 アンヤ Kudō Anya?)
 Seiyū: Tasuku Hatanaka
Zakuro Oshigiri (忍霧 ザクロ Oshigiri Zakuro?)
 Seiyū: Kōki Uchiyama
Himiko Inaba (伊奈葉ヒミコ Inaba Himiko?)
 Seiyū: Manaka Iwami
Yuzu Roromori (路々森ユズ Roromori Yuzu?)
 Seiyū: Kaori Nazuka
Makino Aikawa (逢河マキノ Aikawa Makino?)
 Seiyū: Takuma Terashima
Paka (パカ?)
 Seiyū: Kenjirō Tsuda